# Pont Neuf
De Pont Neuf (Nederlands: Nieuwe Brug) is een brug over de Seine in Parijs, aan de westpunt van het Île de la Cité.
De Pont Neuf is, ondanks zijn naam, de oudste brug van de stad. Hij werd tussen 1578 en 1607 gebouwd naar een ontwerp van Jean Baptiste Androuet du Cerceau. Koning Hendrik III legde in 1578 de eerste steen en koning Hendrik IV, die aan de brug zijn naam gaf en wiens standbeeld midden op de brug staat, wijdde de brug in 1607 in.
Met 238 meter is de Pont Neuf de op drie na langste brug van Parijs. De brug heeft twaalf rondbogen en bestaat uit twee delen, een deel bestaande uit vijf bogen dat de linkeroever verbindt met het Île de la Cité, en een deel van zeven bogen dat het eiland verbindt met de rechteroever van de Seine.

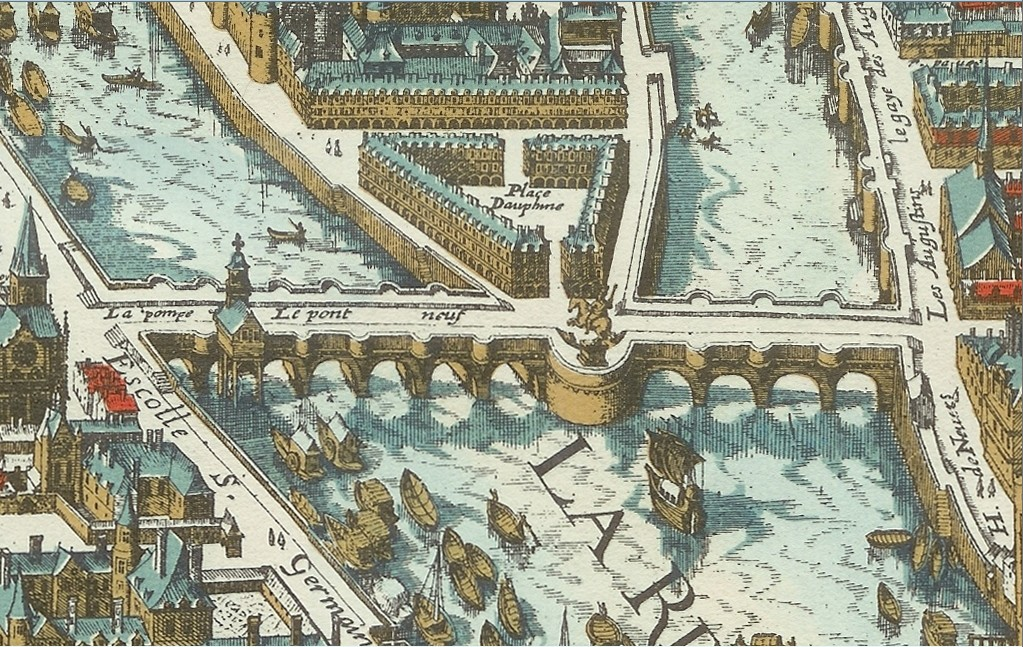
Pont Neuf in 1615
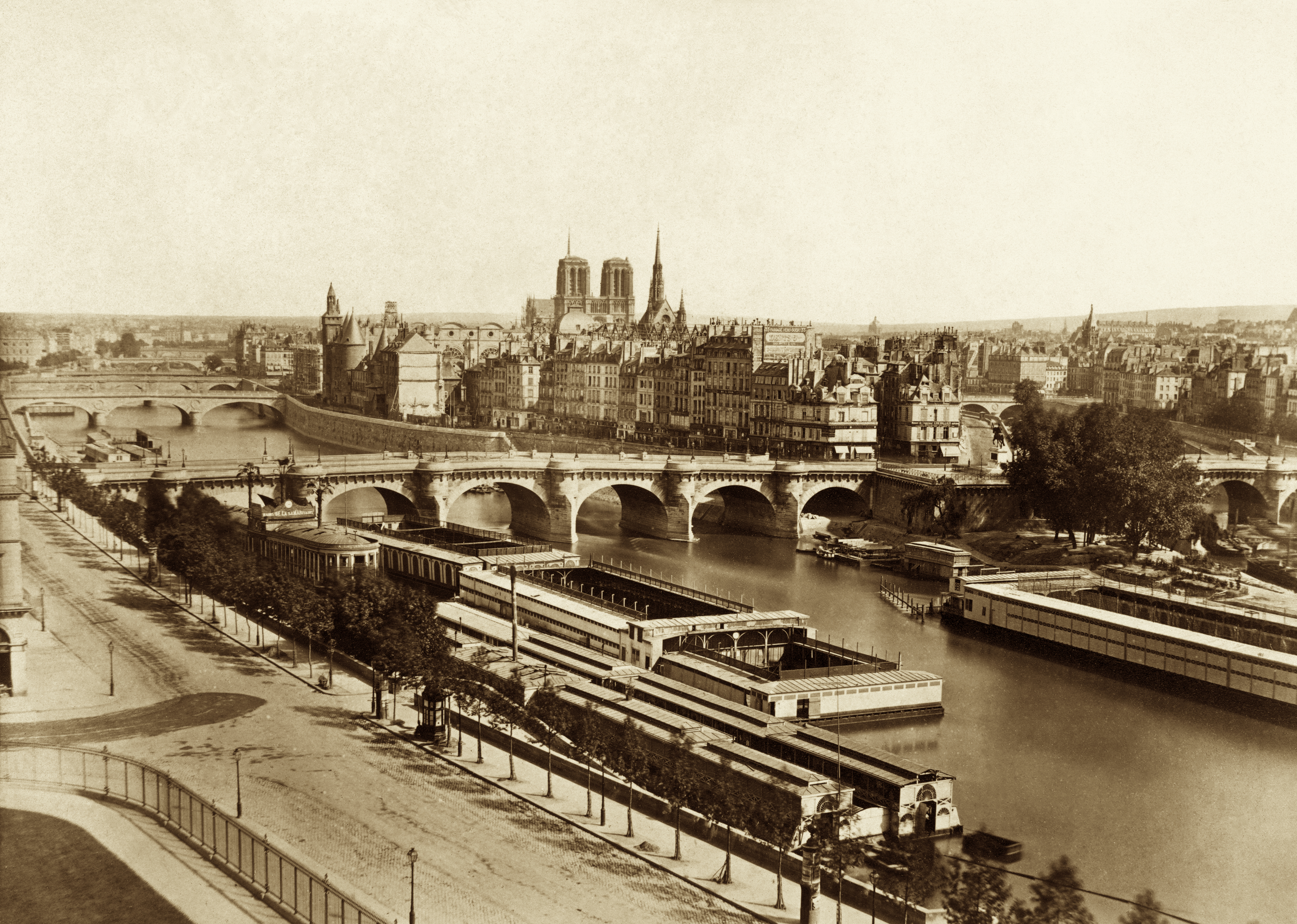
Pont Neuf rond 1860
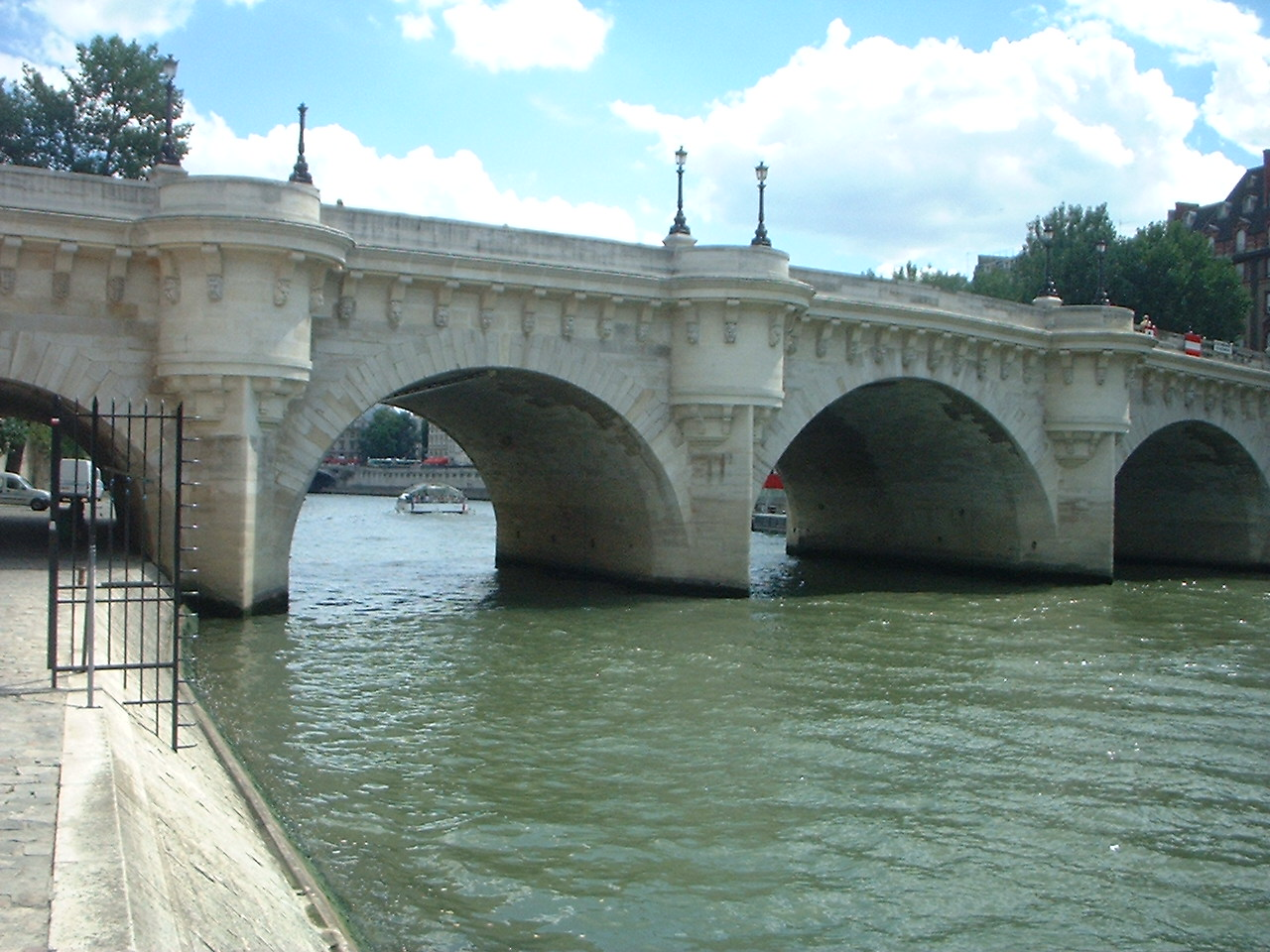
Pont Neuf tegenwoordig
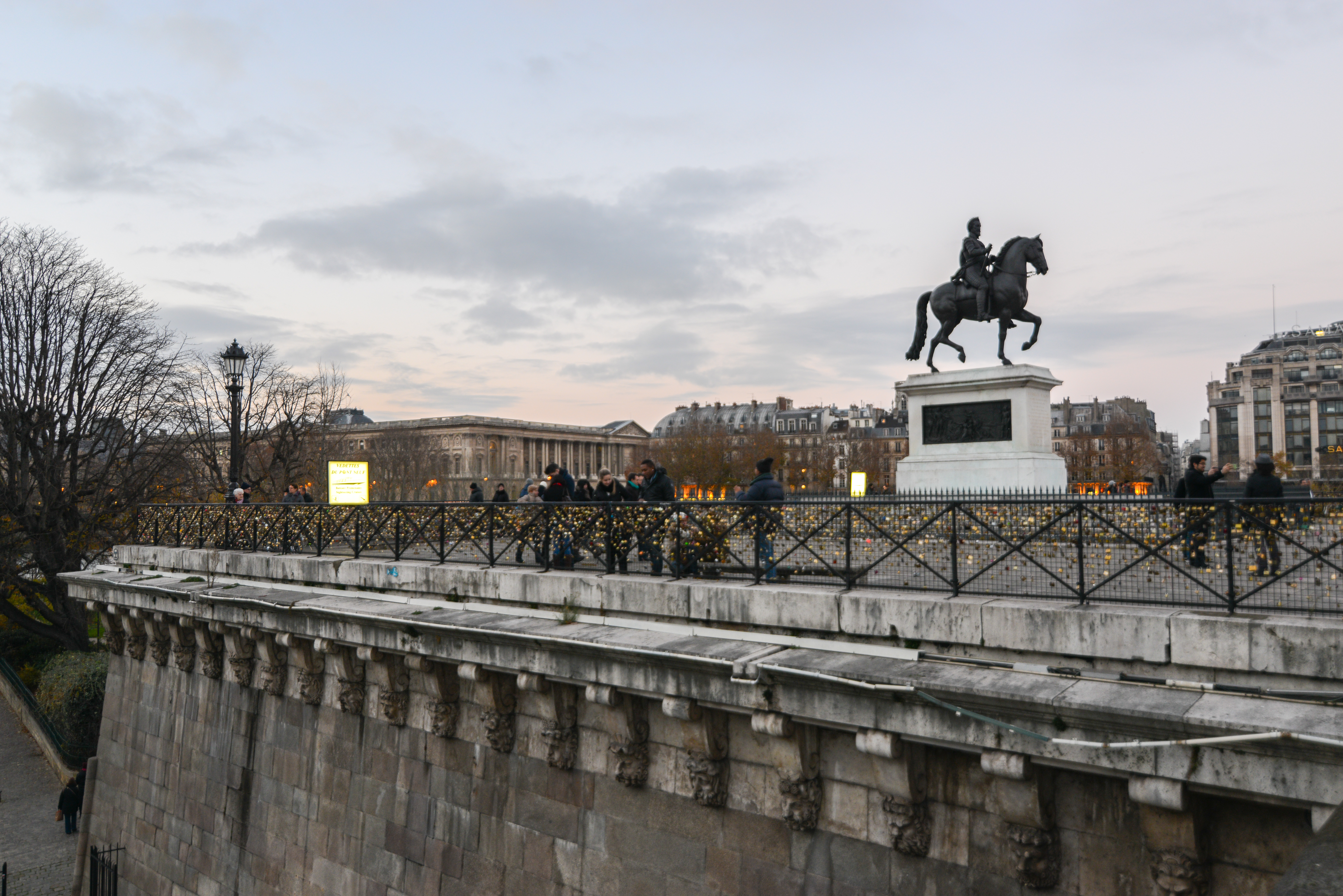
Standbeeld van Hendrik IV op de Pont Neuf